# Число Рошко
Число Рошко (Rk или Ro) — критерий подобия в гидродинамике, описывающий колеблющийся поток жидкости.
{\displaystyle \mathrm {Rk} ={\frac {fL^{2}}{\nu }}},
где
- {\displaystyle f} — частота вихреобразования;
- {\displaystyle \nu } — кинематическая вязкость;
- {\displaystyle L} — характеристическая длина.

Воздействие частоты колебаний создаёт три режима течения в зависимости от числа Рошко
| Характер течения | Частотно-независимый режим      | Переходный режим                     | Частотно-зависимый режим           |
| Число Рошко      | {\displaystyle \mathrm {Rk} >2} | {\displaystyle 0,25<\mathrm {Rk} <2} | {\displaystyle \mathrm {Rk} <0,25} |

Названо в честь американского учёного Анатоля Рошко.